# Clarina (manzana)
Clarina es una variedad cultivar de manzano (Malus domestica) Esta manzana es originaria de Asturias y es una de las 76 variedades de manzana que se incluyen en la D.O.P. Sidra de Asturias. Está cultivada en la colección de manzanos asturianos del SERIDA.

## Sinónimos
- "Manzana Clara"

## Características
El manzano de la variedad 'Clarina' tiene un vigor medio. Silueta de la estructura de ramificación (sistema de formación en eje): 9. Tipo de fructificación: IV.
Época de inicio de floración (promedio periodo 2005-2009):Intermedio a temprana desde principios hasta mediados de abril.
La variedad de manzana Clarina tiene un fruto de diámetro pequeño (61-65 mm), altura 58,5 mm; relación altura-diámetro, intermedia (0,86-0,95); posición diámetro máximo en el medio; acostillado interior de la cubeta ocular de fuerte a medio; coronamiento final del cáliz (o perfil de la cubeta) ligeramente ondulado a ondulado.
El fruto tiene predominio de forma globulosa.
Cavidad del pedúnculo de poco profunda y algunos profunda, con la anchura de la cubeta peduncular media, siendo la relación de la cubeta ocular-cubeta peduncular cilíndrica. Cantidad de "russeting" (pardeamiento áspero superficial que presentan algunas variedades) en la cubeta peduncular de baja a media.
Pedúnculo corto (11-15 mm) y algunos muy corto (≤10 mm). Con espesor del pedúnculo mediano.
Apertura de ojo, cerrado y algunos algo abierto. Tamaño de ojo de mediano a pequeño. Profundidad de la cubeta ocular de profunda a media y la anchura de la cubeta ocular es ancha. Coronamiento final del cáliz (perfil cubeta) ligeramente ondulado. y la cantidad de "russeting" en la cubeta ocular ausente o muy baja.
La textura de la epidermis es cerosa, con estado ceroso de la epidermis fuerte, y la pruina de la epidermis ausente o débil; coloración de fondo amarillo  o amarillo blanquecino; siendo el color de superficie marrón claro a naranja, con una intensidad de color en la superficie clara; tipo del color de superficie decolorado y algunos placas continuas. Siendo la cantidad de "russeting" en los laterales predomina baja a media, aunque en algunos es alta y en otros está ausente.
Densidad de lenticelas es medianamente numerosas; siendo el tamaño de las lenticelas con predominio de mediano a pequeño; sin aureola; con el color del núcleo de la lenticela marrón.
Color de la pulpa es blanca o crema y apertura de lóculos (en corte transversal) cerrados.
Maduración se produce desde la primera a la segunda decena de octubre.
Variedad de sabor amargo, se utiliza en la producción de sidra.

## Rendimientos de producción
Tiene una entrada en producción bastante rápida. Alcanza un buen nivel muy productivo (>40 t/ha). Nivel de alternancia bastante regular.
Rendimiento en mosto (l/100 kg): 64,6 ± 2,5. Azúcares totales (g/l): 117,8 ± 8,8. Acidez total (g/l H2SO4): 1,7 ± 0,4. pH: 4,1 ± 0,2. Fenoles totales (g/l ac. Tánico):  2,1 ± 0,6. Grupo tecnológico: amargo.

## D.O.P.Sidra de Asturias
La Denominación de Origen Protegida (D.O.P.) sidra de Asturias se ha de elaborar exclusivamente con manzanas procedentes de parcelas asturianas inscritas en el “Consejo Regulador de la Denominación de Origen”, que es el organismo oficial que según el artículo 10 del reglamento (CEE 2081/92) acreditado para certificar que una sidra cumpla los requisitos establecidos en su reglamento para ser “Sidra de Asturias”.
En la actualidad (2018) cuenta con 31 lagares, 322 cosecheros y 843 hectáreas registradas y auditadas.

## Sensibilidades
Sensibilidad a hongos: Elevada a monilia; media a moteado; baja a chancro y a oidio.